# Milunka Savić
Milunka Savić-Gligorević (Милунка Савић-Глигоревић; n. 24 iunie 1890, Koprivnica, Serbia – d. 5 octombrie 1973, Belgrad, RSF Iugoslavia) a fost o eroină sârbă a Primului Război Mondial, cu grad de sergent în Regimentul 2 Infanterie al Armatei Sârbe, decorată de patru țări (Serbia, Franța, Regatul Unit, Rusia). Ea a fost cea mai decorată femeie-soldat a Serbiei și una dintre cele mai celebre femei care au luptat în Primul Război Mondial. A fost rănită în lupte de nouă ori și a fost poreclită „Ioana d'Arc a Serbiei”.

## Biografia

### Primii ani
S-a născut în 1890 (deși dosarul său de personal din Armată afirmă că anul nașterii ar fi 1892) în satul Koprivnica de lângă Jošanička Banja (astăzi în comuna Raška, Serbia), părinții ei fiind Dninca și Radenko Savič. Era cel mai mare copil al familiei, mai având două surori, Miona și Slavka, și un frate, Milan. Deși a crescut, nu se gândea la căsătorie.

### Războaiele Balcanice
Când în 1912 s-a dat decretul de mobilizare pentru 30 septembrie și 3 octombrie, Milunka s-a dus la biroul de recrutări din Belgrad și s-a înrolat sub numele de Milun Savič. În cele două Războaie Balcanice, din 1912 și 1913, Milunka a luptat sub numele masculin fals. După ce, un an mai târziu, a fost rănită într-o luptă pe râul Bregalnica și dusă la spital, medicii au aflat că este femeie. A fost chemată la raport. Comandanții nu au dorit să o pedepsească, întrucât ea nu încălcase regulamentele militare și luptase cot la cot cu bărbații din unitatea ei. I s-a oferit un transfer la un post de asistentă medicală, dar a refuzat, declarând că vrea să lupte pe front. Comandantul a cerut răgaz până a doua zi să se gândească la cererea ei, iar ea s-a declarat pregătită în orice moment. După o oră, a permis Milunkăi să continue să lupte în regimentul de infanterie.

### Primul Război Mondial

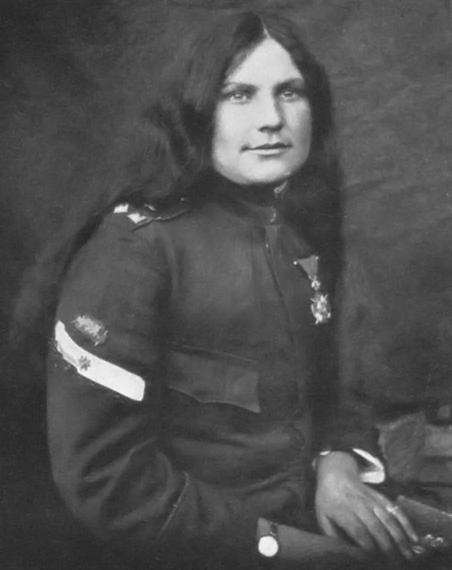
Milunka Savič decorată cu Steaua Karađorđe

Milunka nu a renunțat la dorința de a lupta și în 1914 s-a înrolat din nou ca voluntar în armata sârbă. În Primul Război Mondial, a luptat în Regimentul 2 Infanterie, denumit și „Regimentul de Fier Ducele Mihailo”. În același regiment a luptat tot ca voluntar și o altă femeie, Flora Sandes, de origine scoțiană. Milunka a participat la bătălia de la Kolubara ca grenadier și a fost decorată cu Steaua Karađorđe cu Spade. În toamna lui 1915, a fost grav rănită la cap în Macedonia și trimisă pentru tratament în Albania. După câteva luni, s-a întors pe front, unde a continuat să lupte în vara și toamna lui 1916. În timpul bătăliei din Kajmakčalan⁠(sr)[traduceți], în lupta de la cotul Crnei, când regimentul ei a luptat alături de Divizia 122 Colonială Franceză, Milunka a excelat din nou, luând prizonieri 23 de combatanți bulgari. Pentru aceste fapte, a primit Legiunea de Onoare franceză în grad de Ofițer, Crucea de Război franceză cu Palmier de Aur (singura femeie soldat din lume decorată cu acest ordin), medalia sârbă Miloš Obilić „pentru curaj”, cu Ordinul britanic Sfântul Mihail și Sfântul Gheorghe Clasa a III-a și cu Ordinul rus Sfântul Gheorghe Clasa a IV-a.

### Uitarea din perioada interbelică
După război, Milunka a lucrat în Bosnia ca bucătăreasă, asistentă medicală și croitoreasă într-o fabrică de textile unde se fabricau uniforme militare. În 1922, s-a căsătorit cu Veljko Gligorević din Mostar, mai tânăr cu 8 ani decât ea. Cei doi au avut o fiică, Milena. Milunka a adoptat alte trei fete: Milka, găsită într-o gară din Stalać⁠(sr)[traduceți]; Radmila-Višnja (1921—2004), nepoata ei; și Zorka, luată de la o casă de copii din Dalmația, suferind de meningită. Veljko, lucrător poștal, s-a mutat la scurt timp după aceea la Banja-Luka și a părăsit-o pe Milunka și pe copii.
La începutul anilor 1920, pentru serviciul prestat în război, a primit pământ  în satul Stepanovićevo⁠(sr)[traduceți] de lângă Novi Sad, unde împreună cu sora ei, Slavka, și-a construit o casă și a început să lucreze pământul. Acolo, Milunka a trebuit să-și crească copiii fără Veljko. În căutarea unei vieți mai bune pentru ea și pentru fiicele ei, a plecat la Belgrad în căutare de lucru. În 1929, a început să lucreze ca femeie de serviciu la biroul directorului băncii Hipotekarna Banka, unde a lucrat mare parte din viața ei. În Iugoslavia, nimeni nu-și mai amintea de ea și de faptele ei de arme, și nu a primit pensie. A refuzat propunerile de a se muta în Franța și de a primi pensie, rămânând la Belgrad. A crescut circa 30 de copii în plasament. A fost, totuși, invitată în străinătate, la diverse aniversări, comemorări și evenimente în memoria soldaților căzuți. La unul din aceste evenimente, a venit în costum popular sârbesc din zona Sumadija, purtându-și toate decorațiile.

### Al Doilea Război Mondial și perioada post-belică
În timpul celui de al Doilea Război Mondial, Milunka a activat la un mic spital de campanie în cartierul belgrădean Voždovac, unde îngrijea răniți. După ocuparea Serbiei, a refuzat o invitație din partea lui Milan Nedić de a participa la un banchet cu generali germani. Aflându-se că a luptat în Primul Război Mondial împotriva Puterilor Centrale, a fost arestată și închisă timp de un an în lagărul de concentrare de la Banica.
După eliberarea Iugoslaviei și venirea la putere a regimului comunist, Milunka a primit în sfârșit pensie de veteran. A continuat să trăiască într-o casă dărăpănată din Voždovac, alături de nepoți și de cele trei fete adoptive (după 1950, fiica ei naturală Milena a mers să lucreze la spital). A participat la manifestările jubiliare cu ocazia unei aniversări a eliberării Iugoslaviei în al Doilea Război Mondial, și cu această ocazie a atras atenția mai multor generali. La insistențele acestora și ale presei, guvernul i-a dat în 1972 un apartament la etajul 4 într-un bloc fără ascensor în cartierul Frații Erkovici.
Milunka a murit la 5 octombrie 1973 în urma unui atac cerebral, la 84 de ani. A fost înmormântată în Cimitirul Nou din Belgrad. Casa natală a fost vândută în 1974.

## Decorații
Milunka Savić este femeia care a primit cele mai multe decorații în Primul Război Mondial:

### Decorații sârbești
- Ordinul Regal Steaua Karađorđe cu spade (1917)
- Medalia de Aur Miloš Obilić „Pentru Curaj”
- Medalia Comemorativă a Eliberării și Unificării
- Medalia Comemorativă a Albaniei

### Medalii străine
- Ordinul Sfântul Mihail și Sfântul Gheorghe, clasa a III-a
- Ordinul Militar Imperial Sfântul Gheorghe, clasa a IV-a
- Legiunea de Onoare, clasele a IV-a și a V-a
- Crucea Militară 1914—1918 cu palmier de aur

## Memoria
În cartierul Voždovac, strada pe care a locuit îi poartă numele, iar pe casa ei a fost montată o placă memorială. În Jošanička Banja se află o statuie în mărime naturală, realizată de sculptorul Ljubiša Manćić. Nepotul ei afirmă însă că sculptorul nu s-a consultat cu familia când a realizat sculptura, astfel încât ea nu o reprezintă pe Milunka Savić.
Rămășițele ei au fost exhumate și mutate la cimitirul principal din Belgrad pe Aleea celor Mari la 40 de ani de la moartea sa, la 10 noiembrie 2013.
Conform unor relatări, reînhumarea s-a făcut cu toate onorurile militare, pe melodia „Acolo, departe”, dar altele sugerează că onorurile nu au fost cele standard, deși s-au ținut cuvântări de către foști ofițeri ai Armatei Populare Iugoslave și veterani de război. Asociațiile soldaților voluntari care au luptat în războaiele din anii 1912–1918 i-au acordat Milunkăi Savić, în prezența copiilor și nepoților, titlul de membru de onoare.
Există străzi Milunka Savić în mai multe orașe, cum ar fi Valjevo, Zrenjanin, Jagodina, Kraljevo, Kosjerić, Kruševac, Mladenovac, Niš, Šabac, Stepanovičevo și Jošanička Banja.
În octombrie 2013, Radioteleviziunea Sârbă a difuzat pe postul public de televiziune documentarul biografic despre Milunka Savić realizat de Slađana Zarić și Ivana Stevens. Muzeul Militar din Belgrad a deschis o expoziție multimedia dedicată militarilor, în lunile septembrie-octombrie 2013. În 28 ianuarie 2014, Milenko Pavlov și-a prezentat și el documentarul „Legiunea de Onoare — Milunka Savić”, a cărui premieră a avut loc la Teatrul „Academia 28” din Belgrad.